# Tamins
Tamins (toponimo tedesco; in romancio Tumein ) è un comune svizzero di 1 222 abitanti del Canton Grigioni, nella regione Imboden.

## Storia
Il comune di Tamins è stato istituito nel 1803 con la soppressione della signoria di Reichenau, inglobando anche la frazione di Reichenau con l'omonimo castello.

## Monumenti e luoghi d'interesse
- Chiesa riformata, eretta nel 1492[1];
- Rheinbrücke Tamins, ponte sul fiume Reno.

## Società

### Evoluzione demografica
L'evoluzione demografica è riportata nella seguente tabella:
Abitanti censiti

### Lingue e dialetti
Gli abitanti di Tamins sono in larga maggioranza di lingua tedesca (oltre il 90% al censimento del 2000).

## Infrastrutture e trasporti

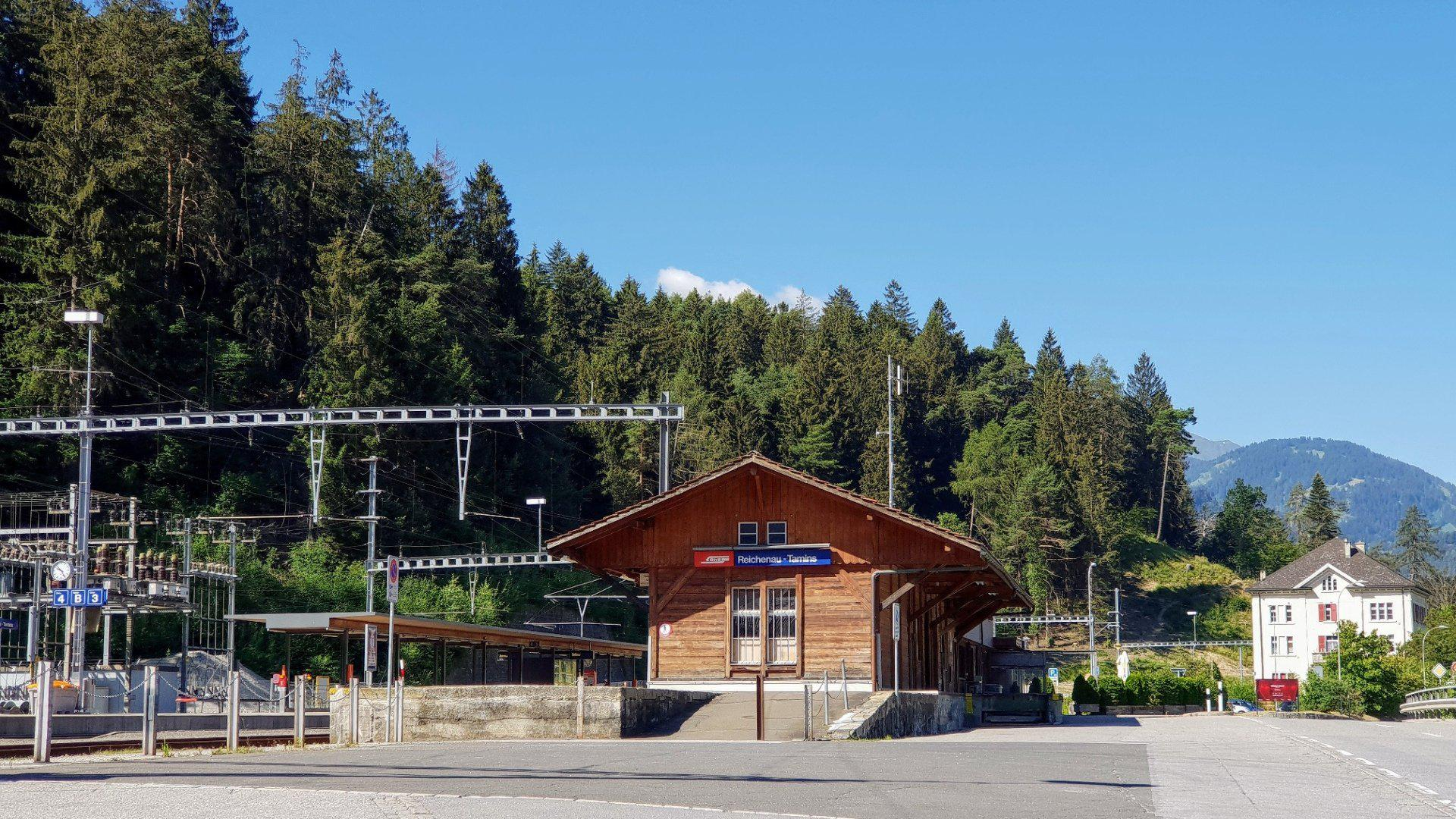
La stazione di Reichenau-Tamins

Tamins è servito dalla stazione ferroviaria di Reichenau-Tamins della Ferrovia Retica (linee Landquart-Coira-Thusis e Reichenau-Disentis).

## Amministrazione
Ogni famiglia originaria del luogo fa parte del comune patriziale e ha la responsabilità della manutenzione di ogni bene ricadente all'interno dei confini del comune.